# Aspidosiphon
Aspidosiphon is een geslacht in de taxonomische indeling van de Sipuncula (Pindawormen).
Het geslacht behoort tot de familie Aspidosiphonidae. Aspidosiphon werd in 1851 beschreven door Diesing.

## Soorten
Aspidosiphon omvat de volgende soorten:
- Aspidosiphon (Akrikos) albus
- Aspidosiphon (Akrikos) mexicanus
- Aspidosiphon (Akrikos) thomassini
- Aspidosiphon (Akrikos) venabulum
- Aspidosiphon (Akrikos) zinni
- Aspidosiphon (Aspidosiphon) elegans
- Aspidosiphon (Aspidosiphon) exiguus
- Aspidosiphon (Aspidosiphon) gosnoldi
- Aspidosiphon (Aspidosiphon) misakiensis
- Aspidosiphon (Aspidosiphon) spiralis
- Aspidosiphon (Paraspidosiphon) coyi
- Aspidosiphon (Paraspidosiphon) fischeri
- Aspidosiphon (Paraspidosiphon) laevis
- Aspidosiphon (Paraspidosiphon) parvulus
- Aspidosiphon (Paraspidosiphon) planoscutatus
- Aspidosiphon (Paraspidosiphon) steenstrupii
- Aspidosiphon (Paraspidosiphon) tenuis